# Eliteserien 2023
 La Eliteserien 2023 è stata la 78ª edizione della Eliteserien, massima serie del campionato norvegese di calcio. La stagione è iniziata il 10 aprile 2023 e terminata il 2 dicembre 2023, escludendo gli spareggi. Il Molde è la squadra campione in carica. Il Bodø/Glimt si è laureato campione per la terza volta nella propria storia.

## Stagione

### Novità
Dalla Eliteserien 2022 sono state retrocesse il Kristiansund e lo Jerv, sostituite dal Brann e dallo Stabæk, promosse dalla 1. divisjon 2022.

### Formula
Le 16 squadre partecipanti si affrontano in un girone all'italiana con partite di andata e ritorno per un totale di 30 giornate. La squadra prima classificata viene dichiarata campione di Norvegia ed accede alla UEFA Champions League 2024-2025 partendo dal secondo turno di qualificazione. La seconda e la terza classificata in campionato, assieme alla vincitrice della Coppa di Norvegia 2022, sono ammesse alla UEFA Europa Conference League 2024-2025 partendo dal secondo turno di qualificazione. La terzultima classificata affronta la vincente dei play-off di 1. divisjon nello spareggio promozione-retrocessione. Le ultime due classificate retrocedono direttamente in 1. divisjon.

## Squadre partecipanti
| Club         | Città      | Stadio             | Stagione precedente      |
| ------------ | ---------- | ------------------ | ------------------------ |
| Aalesund     | Ålesund    | Color Line Stadion | 9º posto in Eliteserien  |
| Bodø/Glimt   | Bodø       | Aspmyra Stadion    | 2º posto in Eliteserien  |
| Brann        | Bergen     | Brann Stadion      | 1º posto in 1. divisjon  |
| HamKam       | Hamar      | Briskeby Arena     | 13º posto in Eliteserien |
| Haugesund    | Haugesund  | Haugesund Stadion  | 10º posto in Eliteserien |
| Lillestrøm   | Lillestrøm | Åråsen Stadion     | 4º posto in Eliteserien  |
| Molde        | Molde      | Aker Stadion       | Campione di Norvegia     |
| Odd          | Skien      | Skagerak Arena     | 5º posto in Eliteserien  |
| Rosenborg    | Trondheim  | Lerkendal Stadion  | 3º posto in Eliteserien  |
| Sandefjord   | Sandefjord | Release Arena      | 14º posto in Eliteserien |
| Sarpsborg 08 | Sarpsborg  | Sarpsborg Stadion  | 8º posto in Eliteserien  |
| Stabæk       | Bærum      | Nadderud Stadion   | 2º posto in 1. divisjon  |
| Strømsgodset | Drammen    | Marienlyst Stadion | 12º posto in Eliteserien |
| Tromsø       | Tromsø     | Alfheim Stadion    | 7º posto in Eliteserien  |
| Vålerenga    | Oslo       | Intility Arena     | 6º posto in Eliteserien  |
| Viking       | Stavanger  | SR-Bank Arena      | 11º posto in Eliteserien |

### Allenatori e primatisti
| Squadra      | Allenatore                            | Calciatore più presente (tra parentesi il numero delle presenze) | Cannoniere (tra parentesi il numero dei gol segnati) |
| ------------ | ------------------------------------- | ---------------------------------------------------------------- | ---------------------------------------------------- |
| Aalesund     | Lars Arne Nilsen                      |                                                                  |                                                      |
| Bodø/Glimt   | Kjetil Knutsen                        |                                                                  |                                                      |
| Brann        | Eirik Horneland                       |                                                                  |                                                      |
| HamKam       | Jakob Michelsen                       |                                                                  |                                                      |
| Haugesund    | Jostein Grindhaug                     |                                                                  |                                                      |
| Lillestrøm   | Geir Bakke                            |                                                                  |                                                      |
| Molde        | Erling Moe                            |                                                                  |                                                      |
| Odd          | Pål Arne Johansen                     |                                                                  |                                                      |
| Rosenborg    | Kjetil Rekdal                         |                                                                  |                                                      |
| Sandefjord   | Hans Erik Ødegaard e Andreas Tegström |                                                                  |                                                      |
| Sarpsborg 08 | Stefan Billborn                       |                                                                  |                                                      |
| Stabæk       | Lars Bohinen                          |                                                                  |                                                      |
| Strømsgodset | Jørgen Isnes                          |                                                                  |                                                      |
| Tromsø       | Gaute Helstrup                        |                                                                  |                                                      |
| Vålerenga    | Dag-Eilev Fagermo                     |                                                                  |                                                      |
| Viking       | Bjarte Lunde Aarsheim e Morten Jensen |                                                                  |                                                      |

## Classifica
Aggiornata al 2 dicembre 2023
|       | Pos. | Squadra      | Pt | G  | V  | N | P  | GF | GS | DR  |
| ----- | ---- | ------------ | -- | -- | -- | - | -- | -- | -- | --- |
|       | 1.   | Bodø/Glimt   | 70 | 30 | 22 | 4 | 4  | 78 | 38 | +40 |
|       | 2.   | Brann        | 61 | 30 | 19 | 4 | 7  | 55 | 35 | +20 |
|       | 3.   | Tromsø       | 61 | 30 | 19 | 4 | 7  | 48 | 33 | +15 |
|       | 4.   | Viking       | 58 | 30 | 18 | 4 | 8  | 61 | 48 | +13 |
| [ 3 ] | 5.   | Molde        | 51 | 30 | 15 | 6 | 9  | 65 | 39 | +26 |
|       | 6.   | Lillestrøm   | 43 | 30 | 13 | 4 | 13 | 49 | 49 | +0  |
|       | 7.   | Strømsgodset | 42 | 30 | 13 | 3 | 14 | 37 | 35 | +2  |
|       | 8.   | Sarpsborg 08 | 41 | 30 | 12 | 5 | 13 | 55 | 52 | +3  |
|       | 9.   | Rosenborg    | 39 | 30 | 11 | 6 | 13 | 46 | 50 | -4  |
|       | 10.  | Odd          | 38 | 30 | 10 | 8 | 12 | 42 | 44 | -2  |
|       | 11.  | HamKam       | 34 | 30 | 10 | 4 | 16 | 39 | 59 | -20 |
|       | 12.  | Haugesund    | 33 | 30 | 9  | 6 | 15 | 34 | 40 | -6  |
|       | 13.  | Sandefjord   | 31 | 30 | 8  | 7 | 15 | 47 | 55 | -8  |
|       | 14.  | Vålerenga    | 29 | 30 | 7  | 8 | 15 | 39 | 50 | -11 |
|       | 15.  | Stabæk       | 29 | 30 | 7  | 8 | 15 | 30 | 48 | -18 |
|       | 16.  | Aalesund     | 18 | 30 | 5  | 3 | 22 | 23 | 73 | -50 |

Legenda:
      Campione di Norvegia e ammessa al Secondo turno di qualificazione della UEFA Champions League 2024-2025
      Ammessa al Primo turno di qualificazione della UEFA Europa League 2024-2025
      Ammesse al Secondo turno di qualificazione della UEFA Conference League 2024-2025
 Ammesso allo spareggio promozione-retrocessione
      Retrocesse in 1. divisjon 2024
Note:
Tre punti a vittoria, uno a pareggio, zero a sconfitta.
La classifica viene stilata secondo i seguenti criteri:
- Punti conquistati
- Differenza reti generale
- Reti totali realizzate
- Punti conquistati negli scontri diretti
- Differenza reti negli scontri diretti
- Reti realizzate in trasferta negli scontri diretti (solo tra due squadre)
- Reti realizzate negli scontri diretti
- Spareggio (solo per decidere la squadra campione, l'ammissione agli spareggi e le retrocessioni)

### Spareggio retrocessione
|                 | Risultati |                 | Luogo e data |
| --------------- | --------- | --------------- | ------------ |
| Vålerenga       | 2-0       | Kristiansund BK |              |
| Kristiansund BK | 3-0       | Vålerenga       |              |
|                 |           |                 |              |

## Risultati
Aggiornati al 9 luglio 2023
|              | AAL  | BOD  | BRA  | HAM  | HAU  | LIL  | MOL  | ODD  | ROS  | SAN  | SAR  | STA  | STM  | TRO  | VÅL  | VIK  |
| ------------ | ---- | ---- | ---- | ---- | ---- | ---- | ---- | ---- | ---- | ---- | ---- | ---- | ---- | ---- | ---- | ---- |
| Aalesund     | –––– | 0-3  | 1-3  | 0-2  | 0-0  | 1-1  | 3-1  | 0-3  | 1-0  | 0-3  | 3-2  | 1-1  | 1-0  | 2-3  | 0-1  | 0-4  |
| Bodø/Glimt   | 1-0  | –––– | 2-2  | 3-0  | 2-1  | 3-1  | 2-2  | 2-0  | 3-2  | 4-3  | 2-0  | 4-0  | 2-0  | 0-2  | 4-2  | 5-1  |
| Brann        | 5-1  | 4-2  | –––– | 2-1  | 3-0  | 2-2  | 3-2  | 2-1  | 3-1  | 0-0  | 1-0  | 4-1  | 1-0  | 2-1  | 3-1  | 0-2  |
| HamKam       | 2-1  | 4-4  | 0-2  | –––– | 0-3  | 0-0  | 1-4  | 0-1  | 3-0  | 2-0  | 1-1  | 3-2  | 2-0  | 1-2  | 0-2  | 3-0  |
| Haugesund    | 6-1  | 1-3  | 0-2  | 3-2  | –––– | 1-0  | 1-2  | 2-1  | 1-2  | 3-2  | 0-0  | 3-0  | 1-0  | 1-2  | 1-1  | 0-2  |
| Lillestrøm   | 5-1  | 1-2  | 0-2  | 3-1  | 1-0  | –––– | 2-1  | 4-4  | 3-0  | 4-2  | 1-2  | 3-1  | 4-3  | 0-1  | 2-0  | 1-3  |
| Molde        | 3-0  | 1-3  | 2-0  | 1-1  | 1-0  | 4-0  | –––– | 4-1  | 1-1  | 5-0  | 5-1  | 2-3  | 3-2  | 1-4  | 0-0  | 4-0  |
| Odd          | 4-1  | 0-2  | 2-0  | 2-0  | 1-1  | 0-1  | 1-0  | –––– | 0-0  | 3-2  | 0-3  | 4-0  | 1-1  | 1-2  | 2-1  | 1-1  |
| Rosenborg    | 4-0  | 1-1  | 0-2  | 4-0  | 1-0  | 1-2  | 3-1  | 3-2  | –––– | 1-1  | 0-3  | 1-1  | 1-3  | 2-1  | 1-3  | 1-0  |
| Sandefjord   | 4-0  | 2-5  | 1-1  | 0-1  | 0-0  | 1-0  | 2-2  | 4-1  | 3-2  | –––– | 5-1  | 0-0  | 2-0  | 0-0  | 1-2  | 1-2  |
| Sarpsborg 08 | 3-1  | 0-2  | 2-1  | 2-3  | 2-1  | 3-1  | 1-3  | 0-0  | 5-2  | 6-1  | –––– | 2-2  | 1-2  | 4-0  | 3-2  | 1-3  |
| Stabæk       | 1-0  | 0-4  | 0-1  | 5-2  | 3-0  | 1-0  | 0-1  | 0-0  | 2-2  | 2-1  | 1-1  | –––– | 0-1  | 0-1  | 2-1  | 0-1  |
| Strømsgodset | 1-0  | 2-0  | 3-0  | 0-1  | 1-2  | 1-2  | 1-1  | 3-1  | 0-1  | 1-0  | 5-2  | 2-1  | –––– | 0-1  | 1-3  | 1-0  |
| Tromsø       | 1-2  | 2-3  | 3-1  | 2-1  | 2-1  | 3-1  | 1-0  | 0-1  | 3-1  | 1-0  | 2-1  | 2-1  | 0-1  | –––– | 0-0  | 1-1  |
| Vålerenga    | 3-1  | 1-3  | 1-2  | 3-0  | 1-1  | 3-4  | 0-4  | 2-2  | 1-3  | 2-3  | 0-2  | 0-0  | 0-1  | 1-1  | –––– | 1-2  |
| Viking       | 3-1  | 3-2  | 3-1  | 7-3  | 2-0  | 2-0  | 3-4  | 3-2  | 1-5  | 4-3  | 2-1  | 1-0  | 1-1  | 3-4  | 1-1  | –––– |

## Statistiche

### Squadre

#### Capoliste solitarie
|    | ——         | —— | —— | —— | —— | —— | —— | —— | ——  | ——  | ——  | ——  | ——  | ——  | ——  | ——  | ——  | ——  | ——  | ——  | ——  | ——  | ——  | ——  | ——  | ——  | ——  | ——  | ——  | —— |  |
|    | Bodø/Glimt |    |    |    |    |    |    |    |     |     |     |     |     |     |     |     |     |     |     |     |     |     |     |     |     |     |     |     |     |    |  |
|    |            |    |    |    |    |    |    |    |     |     |     |     |     |     |     |     |     |     |     |     |     |     |     |     |     |     |     |     |     |    |  |
|    |            |    |    |    |    |    |    |    |     |     |     |     |     |     |     |     |     |     |     |     |     |     |     |     |     |     |     |     |     |    |  |
| 1ª | 2ª         | 3ª | 4ª | 5ª | 6ª | 7ª | 8ª | 9ª | 10ª | 11ª | 12ª | 13ª | 14ª | 15ª | 16ª | 17ª | 18ª | 19ª | 20ª | 21ª | 22ª | 23ª | 24ª | 25ª | 26ª | 27ª | 28ª | 29ª | 30ª |    |  |

### Individuali

#### Classifica marcatori
aggiornata al 2 dicembre 2023
| Gol |  |  | Giocatore            | Squadra    |
| --- |  |  | -------------------- | ---------- |
| 24  |  |  | Amahl Pellegrino     | Bodo/Glimt |
| 16  |  |  | Bård Finne           | Brann      |
| 15  |  |  | Faris Moumbagna      | Bodo/Glimt |
| 15  |  |  | Akor Adams           | Lillestrom |
| 14  |  |  | Vegard Erlien        | Tromsø     |
| 14  |  |  | Thomas Lehne Olsen   | Lillestrom |
| 13  |  |  | Zlatko Tripić        | Viking     |
| 11  |  |  | Danilo Al-Saed       | Sandefjord |
| 10  |  |  | Lars-Jørgen Salvesen | Viking     |
| 9   |  |  | Albert Grønbæk       | Bodo/Glimt |